# 太子町 (太田市)
太子町（たいしちょう）は、群馬県太田市にある地名（町丁）。郵便番号は370-0412。

## 概要
尾島地区にある町丁。

## 地理
町内の殆どが住宅地になっている。

### 近隣町丁
- 尾島町
- 亀岡町
- すずかけ町
- 堀口町
- 阿久津町

## 世帯数と人口
2022年（令和4年）3月31日現在の世帯数と人口は以下の通りである。
| 町丁   | 世帯数 | 人口 |
| ------ | ------ | ---- |
| 太子町 | 43世帯 | 96人 |

## 交通

### 鉄道
町内に鉄道は通っていない。